# Гатти, Уго Орландо
Уго Орландо Гатти (исп. Hugo Orlando Gatti; 19 августа 1944, Карлос Техедор, Буэнос-Айрес — 20 апреля 2025, Буэнос-Айрес) — аргентинский футболист, вратарь. Трехкратный чемпион Аргентины, двукратный обладатель Кубка Либертадорес, победитель Межконтинентального кубка. Рекордсмен чемпионата Аргентины по числу сыгранных матчей — 765 игр за 26 сезонов. Завершил карьеру в 44 года.

## Биография
Уго Орландо Гатти родился 19 августа 1944 года в городке Карлос-Техедор, провинция Буэнос-Айрес. Уго был самым младшим из четырех братьев. В юном возрасте играл на позициях нападающего и полузащитника, из-за чего у него развился навык длинных точных пасов. В 16-летнем возрасте Гатти восхитился игрой голкипера «Ривер Плейта» Амадео Каррисо и сам стал вратарём. Гатти начал играть в молодёжной «Атланте», команде шестого дивизиона чемпионата Аргентины. Первый матч в высшем дивизионе провёл в 1962 году против «Химнасия и Эсгрима», за которую в будущем сыграет более 200 матчей. В 1964 году Гатти перешёл в «Ривер Плейт», но за четыре сезона провел всего 77 матчей. В 1969 он ушёл в клуб «Химнасия и Эсгрима», а в 1974 — «Унион Санта-Фе».
В 1976 году Гатти перешёл в «Бока Хуниорс». Он сыграл за «Боку» в 417 матчах в различных турнирах — это второй результат в истории клуба после Роберто Моузо (426 игр). В 1977 году «Бока» победил в Кубке Либертадорес, а в Межконтинентальном кубке обыграл «Боруссию» из Мёнхенгладбаха (2:2, 3:0). В следующем году «Бока» снова выиграл Кубок Либертадорес. Последний официальный матч Гатти за «Боку» прошёл 11 сентября 1988 года, в нём он допустил серьезную ошибку и больше на поле не появлялся. Проводы из футбола состоялись 24 января 1989 года в товарищеском матче между «Бокой» и «Химнасией и Эсгрима».
Гатти — третий по значимости аргентинский вратарь XX века по опросу МФФИИС.
После окончания карьеры Гатти стал писать колонки в различных изданиях, запомнившись очень спорными суждениями. Во время чемпионата мира 2006 года Гатти обвинили в расизме, так как он был удивлен числом темнокожих игроков в сборной Эквадора.

### Карьера в сборной
Провел за «альбиселесте» 18 матчей, выступив на чемпионате мира 1966 года и на Кубке Америки 1975 года. На победный для Аргентины чемпионат мира 1978 не попал, хотя рассматривался тренером Сесаром Менотти среди кандидатов на участие в турнире. Вместе с Гатти ЧМ-1978 пропустил 17-летний Диего Марадона.

### Стиль игры
Практиковал инновационный стиль игры: Гатти полагался на выбор позиции, а не на реакцию. Выполнял функции либеро, выходя за пределы штрафной и начиная атаки своей команды. Специализировался на 11-метровых — на его счету 26 отбитых пенальти в чемпионатах Аргентины.

### Смерть
Гатти скончался 20 апреля 2025 года в возрасте 80 лет в больнице Пировано в Буэнос-Айресе после более чем двух месяцев, проведённых в отделении интенсивной терапии.

## Достижения

### Командные
- Чемпион Аргентины: 1976 (Метрополитано), 1976 (Насьональ), 1981
- Обладатель Кубка Либертадорес: 1977, 1978
- Обладатель Межконтинентального кубка: 1977

### Личные
- Рекордсмен чемпионата Аргентины по числу матчей: 765
- Рекордсмен чемпионата Аргентины по числу отраженных пенальти: 26 (совместно с Убальдо Фильолем)
- Футболист года в Аргентине: 1982